# Senegals demokratiska parti
Senegals Demokratiska Parti (Franska: Parti Démocratique Sénégalais), förkortat SDP är ett liberalt politiskt parti i Senegal. Partiet tillhör den Liberala internationalen. Abdoulaye Wade, Senegals president mellan 2000 och 2012, är partiets ledare och har varit det sedan partiet grundades 1974.
Till en början definierade SDP sig som ett arbetarparti, men sedan en lag infördes i Senegal som endast tillät tre partier, ett socialistiskt, ett marxist-leninistiskt och ett liberalt parti, så valde SDP att hellre kalla sig liberalt än att upplösas.